# Zygosicyos
Zygosicyos é um género botânico pertencente à família Cucurbitaceae.

## Espécies
- Zygosicyos hirtellus
- Zygosicyos tripartitus